# Качеровский, Мойше-Хаим Шлёмович
Мойше-Хаим Шлёмович Качеровский (бел. Моўша-Хаім Шлёмавіч Качароўскі, 22 ноября 1910 Хойники, Речицкий уезд, Минская губерния — 22 июня 1984, Гомель) — работник сельского хозяйства, Герой Социалистического Труда (1966).

## Биография
Качеровский Мовша-Хаим (Мойше-Хаим) Шлёмович родился 22 ноября 1910 года в местечке Хойники (Хвойники), центре Хойникской волости Речицкого уезда Минской губернии (ныне Гомельской области). Еврей.
Окончил Еврейский сельскохозяйственный техникум (с 1936 года — Белорусский государственный ветеринарно-зоотехнический техникум в городе Минск Белорусской ССР). По окончании техникума, с 1933 года работал агрономом и старшим агрономом в садово-огородном совхозе «Брилёво».
После начала Великой Отечественной войны принимал участие в эвакуации совхоза в тыловые районы страны, руководя перегоном совхозных лошадей в Курскую область. В годы войны работал директором завода по производству боеприпасов для действующей армии.
В 1948—1953 годах — агроном совхоза «Брилёво», с 1953 года — председатель колхоза имени А. И. Микояна (с 1957 года — колхоз «Победа»), с 1976 года — заместитель председателя колхоза «Победа», с 1979 года — заместитель председателя колхоза имени XXII съезда КПСС Гомельской области.
Указом Президиума Верховного Совета СССР от 22 марта 1966 за достигнутые успехи в развитии животноводства, увеличении производства и заготовок мяса, молока, яиц, шерсти и другой продукции Качеровскому Мовше-Хаиму Шёмовичу присвоено звание Героя Социалистического Труда.
Жил в городе Гомеле.

## Награды
- Герой Социалистического Труда (1966).
- Орден Ленина — дважды.
- Орден Октябрьской Революции.
- Орден Трудового Красного Знамени.
- Медали, в том числе медали ВДНХ СССР.
- Нагрудный знак «Отличник сельского хозяйства».

## Память
- Стела на Аллее Славы в Хойниках в честь Героя.